# Maliattha commersoni
Maliattha commersoni là một loài bướm đêm trong họ Noctuidae.